# Regionalwahl in der Emilia-Romagna 2014
Die Regionalwahl in der Emilia-Romagna 2014 fand am 23. November statt; der Regionalrat und der Präsident der Region wurden gleichzeitig gewählt.

## Wahlergebnis
| Kandidaten                              | Kandidaten                 | Stimmen   | %    | Listen                                          | Stimmen   | %    | Mandate |
| --------------------------------------- | -------------------------- | --------- | ---- | ----------------------------------------------- | --------- | ---- | ------- |
|                                         | Stefano Bonaccinigewählt   | 615.723   | 49,1 | Partito Democratico                             | 535.109   | 44,5 | 29      |
| Sinistra Ecologia Libertà               | Stefano Bonaccinigewählt   | 615.723   | 49,1 | 38.845                                          | 3,2       | 2    |         |
| Emilia-Romagna Civica (SC – FdV – PSI)  | Stefano Bonaccinigewählt   | 615.723   | 49,1 | 17.984                                          | 1,5       | –    |         |
| Centro per Bonaccini (CD – DemoS – IdV) | Stefano Bonaccinigewählt   | 615.723   | 49,1 | 5.247                                           | 0,4       | –    |         |
| ↳ Gesamt                                | Stefano Bonaccinigewählt   | 615.723   | 49,1 | 597.185                                         | 49,7      | 31   |         |
|                                         | Alan Fabbri                | 374.736   | 29,9 | Lega Nord                                       | 233.439   | 19,4 | 8       |
| Forza Italia                            | Alan Fabbri                | 374.736   | 29,9 | 100.478                                         | 8,4       | 2    |         |
| Fratelli d’Italia – Alleanza Nazionale  | Alan Fabbri                | 374.736   | 29,9 | 23.052                                          | 1,9       | 1    |         |
| Nicht gewählte Direktkandidat           | Alan Fabbri                | 374.736   | 29,9 | –                                               | –         | 1    |         |
| ↳ Gesamt                                | Alan Fabbri                | 374.736   | 29,9 | 356.969                                         | 29,7      | 12   |         |
|                                         | Giulia Gibertoni           | 167.022   | 13,3 | Movimento 5 Stelle                              | 159.456   | 13,3 | 5       |
|                                         | Maria Cristina Quintavalla | 50.211    | 4,0  | L’Altra Emilia-Romagna (ALBA – AC – PRC – PdCI) | 44.676    | 3,7  | 1       |
|                                         | Alessandro Rondoni         | 33.437    | 2,7  | Emilia-Romagna Popolare (NCD – UDC)             | 31.635    | 2,6  | –       |
|                                         | Maurizio Mazzanti          | 14.129    | 1,1  | Liberi Cittadini per l’Emilia-Romagna           | 11.864    | 1,0  | –       |
| Gesamt                                  | Gesamt                     | 1.255.258 | 100  |                                                 | 1.201.785 | 100  | 49      |